# Латышев, Николай Петрович
Никола́й Петро́вич Ла́тышев (24 октября 1900, Иваново-Вознесенск, Владимирская губерния — 21 октября 1976, Воронеж) — экономист, педагог. Почётный гражданин города Оломоуц (Чехия).

## Биография
Николай Петрович Латышев родился 24 октября 1900 года в городе Иваново-Вознесенск Владимирской губернии. Из рабочих.
- 1920 год — окончил курсы красных командиров.
- 1938 год — окончил Институт красной профессуры мирового хозяйства и мировой политики.
- 1939—1941 — ректор ВГУ.
  - 1940 год — доцент.
- Участник Великой Отечественной войны,  гвардии полковник.
  - Комиссар Воронежского добровольческого полка.
- Организатор послевоенного восстановления Воронежского университета (ВГУ).
- 1946—1953 — ректор ВГУ.
- 1954 год — кандидат экономических наук.
- 1954—1966 года — заведующий кафедрой политэкономии Воронежского государственного педагогического института (ВГПИ).
- 1966 год — доцент кафедры политэкономии Воронежского лесотехнического института (ВЛТИ).